# PO-11 (Spanje)

De PO-11

De PO-11 of Acceso al Puerto de Marín  is een autovía en autopista in Galicië. De snelweg is 1,3 kilometer lang en verbindt onder andere de AP-9 en de PO-10.